# Леонор Лассо де ла Вега
Леонор Лассо де ла Вега (исп. Leonor de la Vega; до 1367—1432) — испанская аристократка из Кантабрии, глава дворянского дома Лассо де ла Вега с 1367 по 1432 год.

## Происхождение семьи
Леонора была праправнучкой Гарси Лассо де ла Вега I, канцлера Кастильского Королевства, убитого в 1328 году по приказу короля Альфонсо XI Кастильского, и его жены Хуаны де Кастаньеды. Она была внучкой Гарси Лассо де ла Вега II, убитого королем Педро Кастильским в 1351 году, который был высшим королевским чиновником при дворе Фадрике Альфонсо де Кастильи, сына короля Альфонсо XI Кастильского, и его жены Леонор Гонсалес де Корнадо.
Леонор была единственной дочерью Гарси Лассо Руиса де ла Веги, который всю свою жизнь служил королю Энрике II Кастильскому и был убит в битве при Нахере в 1367 году, после чего Леонор поднялась до положения главы дома.

## Биография
Она всю жизнь была благотворительницей монастыря Санта-Клара-де-Кастрохерис, основанного ее бабушкой и дедушкой Гарси Лассо де ла Вега II и Леонор Гонсалес де Корнадо.

## Брак, потомки и наследие
Первый брак Леонор был заключен с Хуаном Тельес де Кастилья, вторым сеньором де Агилар-де-Кампоо и вторым сеньором де Кастаньеда. Он был сыном Тельо де Кастильи, который, в свою очередь, был незаконнорожденным сыном короля Альфонсо XI Кастильского и его любовницы Элеоноры де Гусман. У супругов родилась дочь:
- Альдонса Тельес де Кастилья и де ла Вега (1382—1449), муж — Гарси IV Фернандес Манрике де Лара. Супруги стали первыми графами де Кастаньеда. Их потомство основало маркизат де Агилар-де-Кампоо, герцогство де Галистео и графство де Осорно.

Когда Тельо погиб 14 августа 1385 года в битве при Алжубарроте, Леонор снова вышла замуж в 1387 году за Диего Уртадо де Мендоса, главного адмирала Кастилии, принеся с собой в приданое титул города Каррион-де-лос-Кондес и поместье в Астурии-де-Сантильяна. У супругов были следующие дети:
- Гарсия Лассо де ла Вега, который, согласно завещанию своего отца, должен был сменить имя на Хуан Уртадо де Мендоса.
- Эльвира Лассо де Мендоса, муж — Гомес I Суарес де Фигероа (1382—1429), первый глава дома Ферия, сын Лоренцо I Суареса де Фигероа, великого магистра Ордена Сантьяго. Супруги были родителями, среди прочих, Лоренсо II Суареса де Фигероа, 1-го графа де Ферия.
- Иньиго Лопес де Мендоса (1398—1458), 1-й маркиз Сантильяна, основатель могущественного герцогства, известного как герцоги Инфантадо и 1-й маркиз Сантильяны.
- Гонсало Руис де Мендоса, чья бабушка, Менсия де Сиснерос, в своем последнем завещании от 1380 года оставила ему власть над Тьерра-де-Кампос и Вега со всеми ее землями и вассалами[2].
- Тереза де ла Вега и Мендоса, муж — Альваро Каррильо де Альборнос.

В августе 1432 года Леонора уполномочила своих детей Иньиго, Гонсало и Эльвиру составить ее последнюю волю и завещание, в результате чего ее дочь от первого брака Альдонса была лишена наследства.
После смерти Леонор все её владения перешли к дому Мендоса через Иньиго Лопеса де Мендоса. В 1445 году король Кастилии Хуан II подтвердил этот поступок, даровав титул маркиза Сантильяны, где после Сантильяна-дель-Мар стала центром поместья Торрелавега в Кантабриив качестве административного главы одноименного майорства.
Кантабрийская фамилия "Лассо де ла Вега передавалась по материнской линии в более поздние времена на протяжении многих лет и ассоциируется с различными военными, поэтами и писателями золотого века, такими как Гарсиласо де ла Вега, солдат и поэт, и Инка Гарсиласо де ла Вега, историк из вице-королевства Перу.